# Anna e Marco
Anna e Marco è un brano di Lucio Dalla scritto nel 1976 e pubblicato nell'album Lucio Dalla. L'arrangiamento fu in seguito integrato da Gian Piero Reverberi.

## Storia e significato
Il brano musicale doveva uscire con il titolo Sera, ma il produttore discografico Alessandro Colombini, dopo oltre 35 anni, dichiara che il testo era stato modificato in una notte da lui e l'autore nello studio di registrazione e, poco prima di incidere il disco, nacque Anna e Marco.
Enrico Ruggeri ha, invece, dichiarato, durante la trasmissione televisiva Una storia da cantare, andata in onda nel novembre 2019, che il testo della canzone, con la musica già incisa, era stato scritto al castello di Carimate, con non poca fatica da parte di Dalla.
I protagonisti della canzone sono due giovani, Anna e Marco, che si incontrano in discoteca (in un locale che è uno schifo). Ambedue hanno una visione pessimista del futuro (Anna avrebbe voluto morire, Marco voleva andarsene lontano) tuttavia il lieto fine è possibile (Qualcuno li ha visti tornare, Tenendosi per mano)

## Qualcuno li ha visti tornare
La Fondazione Lucio Dalla, in occasione della mostra biografica dedicata all'artista, ha promosso un’iniziativa formativa, rivolta alla Scuola Secondaria dal titolo Qualcuno li ha visti tornare. La poetica di Lucio Dalla e i nuovi Anna e Marco.

## Io e Anna
Cesare Cremonini nel 2015 aveva composto e pubblicato un brano musicale intitolato Io e Anna, in omaggio al brano musicale di Lucio Dalla.. Parlando del brano, lo stesso Cremonini aveva detto:
(Cesare Cremonini, 2015)